# Don't Cry for Me Argentina
"Don't Cry for Me Argentina" je drugi singl američke pjevačice Madonne i velika uspješnica sa soundtracka Evita. Kao singl je pjesma izdana u prosincu 1996. u Ujedinjenom Kraljevstvu, a u veljači 1997. u Sjedinjenim Državama. Pjesma se našla na kompilaciji GHV2 (2001.).

## O pjesmi
"Don't Cry for Me Argentina" je poznata pjesma iz mjuzikla Evita iz 1978. koju je napisao Tim Rice a uglazbio Andrew Lloyd Webber. Pjesmu izvodi glavni lik Eva Peron. Pojavljuje se na početku drugog čina kada se Eva s balkona obraća gomili ljudi i tu pjeva pjesmu. 
Madonna je snimila ovu pjesmu za film u kojem je igrala ulogu Eve,te ju je i uključila na soundtrack. Pjesmu je izdala kao drugi singl s albuma, što ispostavilo kao veliki uspjeh s albuma i postao je veliki svjetski hit. U nekoliko država se pjesma popela na vrh ljestvica. Najznačajniji pothvat je napravila u Francuskoj gdje je postala tek 2. Madonnin broj 1 u toj zemlji, i to nakon "La Isla Bonita" iz 1987. U Sjedinjenim Državama je ovo još jedan Top 10 singl. U Ujedinjenom Kraljevstvu se singl popeo na 3. poziciju s ukupno prodanih 338.494 kopija singla. Prodaja singla u cijlom svijetu, kao i airplay su značajno napredovali zbog dance remixa koji se mogao naći na CD singlovima. Na europskoj ljestvici je proveo 4 tjedna na 1. mjestu i bio Madonnin deveti broj 1.
Madonna je pjesmu koristila kao interludij na Drowned World Tour 2001.

## Verzije singla

### UK Promotivni CD
1. "Don't Cry for Me Argentina" - Miami Mix Edit - 4:31
2. "Don't Cry for Me Argentina" - Miami Mix - 6:51

### Standardni Singl
1. "Don't Cry for Me Argentina" - Madonna - 5:31
2. "Santa Evita" - Orchestra/John Mauceri - 2:30
3. "Latin Chant" - Orchestra/John Mauceri - 2:11

### Remix Singl
1. "Don't Cry for Me Argentina" - Miami Mix Edit - 4:31
2. "Don't Cry for Me Argentina" - Miami Spanglish Mix Edit - 4:29
3. "Don't Cry for Me Argentina" - Miami Mix - 6:51
4. "Don't Cry for Me Argentina" - Album Version - 5:31

### Maxi Singl
1. "Don't Cry for Me Argentina" - Miami Mix Alternative Endling
2. "Don't Cry for Me Argentina" - Miami Spanglish Mix
3. "Don't Cry for Me Argentina" - Miami Mix Edit
4. "Don't Cry for Me Argentina" - Miami Dub Mix
5. "Don't Cry for Me Argentina" - Miami Mix Instrumental Version
6. "Don't Cry for Me Argentina" - Miami Spanglish Mix Edit

## Na ljestvicama
| Ljestvica (1997)                         | Pozicija |
| ---------------------------------------- | -------- |
| Australija                               | 9        |
| Austrija                                 | 3        |
| Belgija (Flandrija)                      | 5        |
| Belgija (Valonija)                       | 2        |
| Europa                                   | 1        |
| Finska                                   | 8        |
| Francuska                                | 1        |
| Irska                                    | 9        |
| Italija                                  | 1        |
| Kanada                                   | 1        |
| Nizozemska                               | 4        |
| Norveška                                 | 9        |
| Novi Zeland                              | 6        |
| Njemačka                                 | 3        |
| Španjolska                               | 1        |
| Švicarska                                | 4        |
| Švedska                                  | 9        |
| Ujedinjeno Kraljevstvo                   | 3        |
| U.S. Billboard Hot 100                   | 8        |
| U.S. Billboard Pop Songs                 | 7        |
| U.S. Billboard Hot 100 Airplay           | 5        |
| U.S. Billboard Adult Contemporary        | 21       |
| U.S. Billboard Adult Top 40              | 14       |
| U.S. Billboard Hot Dance Music/Club Play | 1        |
| U.S. ARC Weekly Top 40                   | 1        |

| Država     | Certifikacija | Prodano  |
| ---------- | ------------- | -------- |
| Australija | zlatna        | 35,000+  |
| Njemačka   | zlatna        | 250,000+ |
| Švicarska  | zlatna        | 25,000+  |
| UK         | srebrna       | 338.494  |